# عبد الله جاب الله
عبد الله جاب الله. مؤسس حركة النهضة الإسلامية، ثم حركة الإصلاح الوطني، ثم جبهة العدالة والتنمية.

## سيرة ومسيرة
ولد في 2 مايو 1956 في ولاية سكيكدة بشرق الجزائر، حصل على شهادة الثانوية العامة ( الباكالوريا ) ثم التحق بكلية الحقوق والعلوم القانونية بقسنطينة ليتخرج فيها عام 1978.
بدأ الدعوة وأنشأ جمعية النضهة في عهد الحزب الواحد ثم بعد أحداث 5 أكتوبر 1988 في عهد الشاذلي حين سمح بالتعددية الحزبية أسس حركة النهضة الإسلامية ثم حركة الإصلاح الوطني، ثم جبهة العدالة والتنمية.
ترشح في الاتخابات الرئاسية مرتين في عامي 1999 و عام 2004. في انتخابات عام 2004، حاز على المركز الثالث برصيد 4.8٪، بينما قاطع الانتخابات الرئاسية في 1995.

## مؤلفاته
له العديد من الكتب والرسائل تم طبع ونشر أكثرها، منها:
- شرعية العمل السياسي.[8]
- الانقلاب على الشريعة والشرعية في مصر.[9]
- الجزائر، سنوات الدم والمحراب.[10]
- إستراتيجية البناء والإصلاح.[11]
- أبعاد المؤامرة على الأمة: الظاهر والخفي من الحرب العدوانية على العراق.[12]

## وصلات خارجية
- مراجعات الحلقه الاولي مع الشيخ عبد الله جاب رئيس جبهه العداله و التنميه في الجزائر على يوتيوب.
- الموقع الرسمي لجبهة العدالة والتنمية
- الصفحة الرسمية لشباب جبهة العدالة والتنمية على الفايسبوك  على فيسبوك.،
- الصفحة الرسمية لجبهة العدالة والتنمية على الفايسبوك  على فيسبوك.،
- الصفحة الرسمية للشيخ جاب الله على الفايسبوك  على فيسبوك.،
- عبد الله جاب الله..، برنامج زيارة خاصة، قناة الجزيرة، 5 أغسطس 2005م